# باتريك كلارك (صاحب مطعم)
باتريك كلارك (بالإنجليزية: Patrick Clark)‏ هو صاحب مطعم أمريكي، ولد في 17 مارس 1955 في بروكلين في الولايات المتحدة، وتوفي في 11 فبراير 1998 في برينستون في الولايات المتحدة.